# Comuna Năruja, Vrancea
Năruja este o comună în județul Vrancea, Moldova, România, formată din satele Năruja (reședința), Podu Nărujei, Podu Stoica și Rebegari.

## Așezare
Comuna se află în vestul județului, în zona de munte, pe valea râului Zăbala și a afluentului său Năruja. Prin comună trece șoseaua județeană DJ205D, care duce spre sud la Paltin, Spulber și Nereju, și spre nord la Valea Sării (unde se termină în DN2D). La Podu Stoica, din acest drum se ramifică șoseaua județeană DJ205M, care o leagă spre vest de Nistorești.

## Demografie
Componența etnică a comunei Năruja
     Români (97,01%)
     Alte etnii (2,99%)
Componența confesională a comunei Năruja
     Ortodocși (97,07%)
     Alte religii (0%)
     Necunoscută (2,93%)
Conform recensământului efectuat în 2021, populația comunei Năruja se ridică la 1.806 locuitori, în creștere față de recensământul anterior din 2011, când fuseseră înregistrați 1.659 de locuitori. Majoritatea locuitorilor sunt români (97,01%). Din punct de vedere confesional, majoritatea locuitorilor sunt ortodocși (97,07%), iar pentru 2,93% nu se cunoaște apartenența confesională.

## Politică și administrație
Comuna Năruja este administrată de un primar și un consiliu local compus din 11 consilieri. Primarul, Grigore Mihăeș[*], de la Partidul Social Democrat, este în funcție din 2016. Începând cu alegerile locale din 2024, consiliul local are următoarea componență pe partide politice:
|  | Partid                          | Consilieri | Componența Consiliului | Componența Consiliului | Componența Consiliului | Componența Consiliului | Componența Consiliului | Componența Consiliului | Componența Consiliului | Componența Consiliului | Componența Consiliului |
|  | ------------------------------- | ---------- | ---------------------- | ---------------------- | ---------------------- | ---------------------- | ---------------------- | ---------------------- | ---------------------- | ---------------------- | ---------------------- |
|  | Partidul Social Democrat        | 9          |                        |                        |                        |                        |                        |                        |                        |                        |                        |
|  | Alianța pentru Unirea Românilor | 2          |                        |                        |                        |                        |                        |                        |                        |                        |                        |

## Istorie
La sfârșitul secolului al XIX-lea, comuna făcea parte din plasa Vrancea a județului Putna, și era formată din satele Lunca, Năruja, Petrești, Podu Năruja, Podu Stoica, Poenița, Reghiu și Stroești, având în total 997 de locuitori. În comună funcționau o biserică și o școală mixtă cu 29 de elevi. Anuarul Socec consemnează în 1925 comuna ca reședință a plășii Vidra din același județ, având în aceleași 8 sate, o populație de 1210 locuitori.
În 1950, a devenit reședința raionului Năruja din regiunea Putna, dar după doi ani, în 1952, a fost inclusă în raionul Focșani din regiunea Bârlad și apoi (după 1956) din regiunea Galați. În 1968, a fost transferată la județul Vrancea.

## Monumente istorice

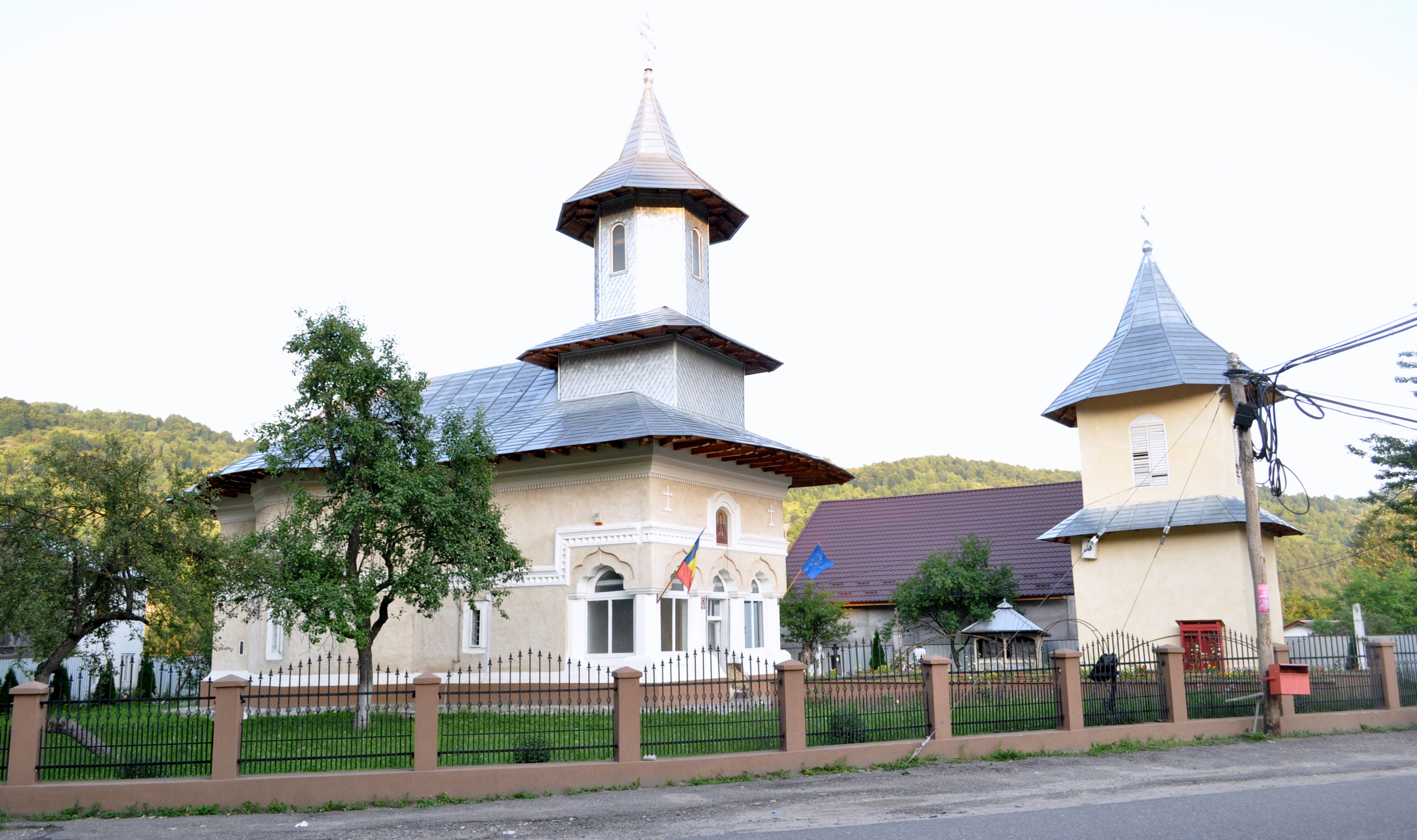
Biserica „Cuvioasa Paraschiva” din Năruja.

Singurul obiectiv din comuna Năruja inclus în lista monumentelor istorice din județul Vrancea ca monument de interes local este biserica „Cuvioasa Paraschiva” din centrul satului Năruja. Ea este clasificată drept monument de arhitectură și datează din 1788.

## Obiective turistice
În comuna Năruja se poate vizita rezervele naturale turistice: Muntele Lapoş, Platou Podul Nărujii şi Lunca Deasă.